# Moussa Sall
Moussa Sall (ur. 8 września 1966) – senegalski judoka. Olimpijczyk z Barcelony 1992, gdzie zajął 21. miejsce, w wadze półciężkiej.
Brązowy medalista mistrzostw Afryki w 1996 roku.

## Letnie Igrzyska Olimpijskie 1992
| Konkurencja | Eliminacje            | Klas. końcowa |
| Konkurencja | Przeciwnik 1          | Miejsce       |
| ----------- | --------------------- | ------------- |
| 95 kg       | Jorge Aguirre (ARG) P | 21.           |